# Wereldkampioenschappen roeien 1983
De 13e editie van de wereldkampioenschappen roeien werd in 1983 gehouden in Duisburg, in het toenmalige West-Duitsland.

## Medaillewinnaars

### Mannen
| Bootklasse              | Goud | Goud | Zilver | Zilver | Brons | Brons |
| Skiff M1x               | Peter-Michael Kolbe |      | Uwe Mund |        | Christopher Wood |       |
| Lichte skiff LM1x       | Bjarne Eltang |      | John Melvin |        | Gerd Naujoks |       |
| Dubbel twee M2x         | Duitse Democratische Republiek Thomas Lange Uwe Heppner                                                                                      |      | Noorwegen Rolf Bent Thorsen Alf Hansen |        | West-Duitsland Andreas Schmelz Georg Agrikola                                                                                               |       |
| Twee zonder M2-         | Duitse Democratische Republiek Carl Ertel Ulf Sauerbrey                                                                                      |      | Sovjet-Unie Perewersew Krjutschkin |        | Noorwegen Magnus Grepperud Sverre Löken |       |
| Twee met M2+            | Duitse Democratische Republiek Thomas Greiner Ullrich Dießner Andreas Gregor                                                                 |      | Sovjet-Unie Stasys Narušaitis Ihar Maystrenka Pyotr Petrinich                                                                                                |        | Italië Carmine Abbagnale Giuseppe Abbagnale Giuseppe Di Capua                                                                               |       |
| Lichte dubbel twee LM2x | Italië Francesco Esposito Ruggero Verroca |      | Frankrijk Luc Crispon Thierry Renault |        | Zwitserland Roland Rosset Pius Z'rotz |       |
| Dubbel vier M4x         | West-Duitsland Albert Hedderich Raimund Hörmann Dieter Wiedenmann Michael Dürsch                                                             |      | Duitse Democratische Republiek Karl-Heinz Bußert Martin Winter Rüdiger Reiche Joachim Dreifke                                                                |        | Italië Piero Poli Renato Gaeta Antonio Dell'Aquila Stefano Lari                                                                             |       |
| Vier zonder M4-         | West-Duitsland Norbert Keßlau Volker Grabow Jörg Puttlitz Guido Grabow                                                                       |      | Sovjet-Unie Nikolay Pimenov Aleksandr Kulagin Yuriy Pimenov Žoržs Tikmers                                                                                    |        | Zweden Anders Wilgotson Hans Svensson Lars-Åke Lindqvist Anders Larson                                                                      |       |
| Vier met M4+            | Nieuw-Zeeland Conrad Robertson Greg Johnston Keith Trask Les O'Connell Brett Hollister                                                       |      | Duitse Democratische Republiek Dietmar Schiller Jörg Friedrich Bernd Niesecke Bernd Eichwurzel Klaus-Dieter Ludwig                                           |        | Sovjet-Unie Sergey Frolov Jonas Pinskus Jonas Narmontas Vladimir Semin Vladimir Nizhegorodov                                                |       |
| Lichte vier zonder LM4- | Spanje Alberto Molina Luis María Moreno José María de Marco Pérez Juan María Altuna                                                          |      | Verenigd Koninkrijk Christopher Bates Carl Smith Ian Wilson Stuart Forbes                                                                                    |        | Denemarken Richard Biller Michael Djervig Vagn Nielsen Karsten Kobbernagel                                                                  |       |
| Acht M8+                | Nieuw-Zeeland Mike Stanley Andrew Stevenson Dave Rodger Roger White-Parsons Chris White Barrie Mabbott George Keys Nigel Atherfold Andy Hay  |      | Duitse Democratische Republiek Klaus Büttner Uwe Gasch Gert Uebeler Karsten Schmeling Ralf Brudel Harald Jährling Jürgen Seyfarth Bernd Höing Hendrik Reiher |        | Australië Samuel Patten Bruce Keynes Ian Edmunds David Doyle James Battersby Tim Willoughby Ion Popa John Quigley Gavin Thredgold           |       |
| Lichte acht LM8+        | Spanje Alejandro Moya José Manuel Cañete Eulogio Génova Carlos Muniesa José Crespo Enrique Briones Víctor Llorente Benito Elizalde José Rojí |      | Australië Brian Digby Paul Harvey Greg Raszyk Richard Hay Peter Antonie Bruce House Ian Jordan Stephen Spurling Graeme Barns                                 |        | Denemarken Mikael Espersen Kim Hagsted Ivar Mølgaard Leif Jacobsen Søren Hansson Flemming Jensen Jan Christensen Bent Fransson Henrik Kruse |       |

### Vrouwen
| Bootklasse      | Goud | Goud | Zilver | Zilver | Brons | Brons |
| Skiff W1x       | Jutta Hampe |      | Irina Fetissowa |        | Virginia Gilder |       |
| Dubbel twee W2x | Duitse Democratische Republiek Jutta Schenk Martina Schröter |      | Sovjet-Unie Jelena Bratischko Antonina Machina |        | Roemenië Marioara Ciobanu Elisabeta Oleniuc |       |
| Twee zonder W2- | Duitse Democratische Republiek Silvia Fröhlich Marita Sandig |      | Roemenië Rodica Arba Elena Horvat |        | Canada Elizabeth Craig Patricia Smith |       |
| Dubbel vier W4x | Sovjet-Unie Tatiana Bachkatova Olga Kaspina Yelena Khloptseva Larisa Popova Maria Zemskova-Korotkova                                                              |      | Duitse Democratische Republiek Kerstin Kirst Kerstin Pieloth Cornelia Linse Sylvia Schwabe Andrea Rost                                                           |        | Bulgarije Stefka Madina Teodora Lazarova Margarita Dobtcheva Violeta Ninova Greta Georgieva                                                                                  |       |
| Vier met W4+    | Duitse Democratische Republiek Claudia Noack Iris Rudolph Sigrid Anders Carola Miseler Carolina Richter                                                           |      | Roemenië Florica Lavric Maria Tanase-Fricioiu Chira Apostol Olga Homegi-Bularda Viorica Veres                                                                    |        | Sovjet-Unie Feodossia Kaleinikova Valentina Semenova Svetlana Semyonova Angelina Kaolikauskaite Nina Tcheremisina                                                            |       |
| Acht W8+        | Sovjet-Unie Sarmīte Stone Lidiya Averyanova Ludmila Konopleva Marina Studneva Nina Umanets Elena Tereshina Nataliya Yatsenko Elena Makushkina Valentina Khokhlova |      | Verenigde Staten Kristen Thorsness Patricia Spratlin Shyril O'Steen Carie Graves Carol Bower Kristine Norelius Jan Harville Harriet Metcalf Valerie McClain-Ward |        | Duitse Democratische Republiek Susann Heinicke Viola Kestler Annekatrin Jage Karin Metze-Ullbricht Steffi Götzelt Carola Lichey Sabine Portius Ramona Hein Kirsten Strohbach |       |

## Medaillespiegel
| Plaats | Land                           | Goud | Zilver | Brons | Totaal |
| 1      | Duitse Democratische Republiek | 7    | 5      | 1     | 13     |
| 2      | West-Duitsland                 | 3    | 0      | 2     | 5      |
| 3      | Sovjet-Unie                    | 2    | 5      | 2     | 9      |
| 4      | Nieuw-Zeeland                  | 2    | 0      | 0     | 2      |
| 4      | Spanje                         | 2    | 0      | 0     | 2      |
| 6      | Denemarken                     | 1    | 0      | 2     | 3      |
| 6      | Italië                         | 1    | 0      | 2     | 3      |
| 8      | Roemenië                       | 0    | 2      | 1     | 3      |
| 9      | Verenigd Koninkrijk            | 0    | 2      | 0     | 2      |
| 10     | Verenigde Staten               | 0    | 1      | 2     | 3      |
| 11     | Australië                      | 0    | 1      | 1     | 2      |
| 11     | Noorwegen                      | 0    | 1      | 1     | 2      |
| 13     | Frankrijk                      | 0    | 1      | 0     | 1      |
| 14     | Bulgarije                      | 0    | 0      | 1     | 1      |
| 14     | Canada                         | 0    | 0      | 1     | 1      |
| 14     | Zwitserland                    | 0    | 0      | 1     | 1      |
| 14     | Zweden                         | 0    | 0      | 1     | 1      |
| Totaal | Totaal                         | 18   | 18     | 18    | 54     |

Edities

1962 Luzern · 
1966 Bled · 
1970 St. Catharines · 
1974 Luzern · 
1975 Nottingham · 
1976 Villach · 
1977 Amsterdam · 
1978 Hamilton (alleen zwaar) · 
1978 Kopenhagen (alleen licht) · 
1979 Bled · 
1980 Hazewinkel · 
1981 München · 
1982 Luzern · 
1983 Duisburg · 
1984 Montréal · 
1985 Hazewinkel · 
1986 Nottingham · 
1987 Kopenhagen · 
1988 Milaan · 
1989 Bled · 
1990 Lake Barrington · 
1991 Wenen · 
1992 Montréal · 
1993 Račice · 
1994 Indianapolis · 
1995 Tampere · 
1996 Motherwell · 
1997 Aiguebelette · 
1998 Keulen · 
1999 St. Catharines · 
2000 Zagreb · 
2001 Luzern · 
2002 Sevilla · 
2003 Milaan · 
2004 Banyoles · 
2005 Gifu · 
2006 Eton · 
2007 München · 
2008 Ottensheim · 
2009 Poznań · 
2010 Hamilton · 
2011 Bled · 
2012 Plovdiv · 
2013 Chungju · 
2014 Amsterdam ·
2015 Aiguebelette ·
2016 Rotterdam ·
2017 Sarasota ·
2018 Plovdiv ·
2019 Ottensheim ·
2020 Bled ·
2021 Shanghai ·
2022 Račice ·
2023 Belgrado ·
2024 St. Catharines ·
2025 Shanghai · 
2026 Amsterdam

Onderdelen

Skiff · 
Lichte skiff · 
Dubbel twee · 
Lichte dubbel twee · 
Twee zonder · 
Lichte twee zonder · 
Twee met

Dubbel vier · 
Dubbel vier met · 
Lichte dubbel vier · 
Vier zonder · 
Lichte vier zonder · 
Vier met · 
Acht · 
Lichte acht